# چیگنیک (آلاسکا)
چیگنیک (به انگلیسی: Chignik) شهری در بخش لیک اند پنینسولا، آلاسکا ایالت آلاسکا است که جمعیت آن در سرشماری سال ۲۰۰۰ میلادی ۱۴۵ نفر بوده‌است.